# The Wicked + The Divine
The Wicked + The Divine es una serie de cómics contemporánea de fantasía creada por Kieron Gillen y Jamie McKelvie, y publicada por Image Comics. La serie está influenciada en gran medida por la música pop y varias deidades mitológicas, e incluye los temas de la vida y la muerte en la historia. El cómic ha recibido críticas positivas y fue el ganador del Mejor Comic en los British Comic Awards 2014. También se ha observado por su representación diversa de los roles sociales de etnia, sexualidad y género.

## Premisa
La narración sigue a una joven adolescente, Laura, mientras interactúa con el Panteón, un grupo de doce personas que descubren que son deidades reencarnadas. Este descubrimiento les otorga fama y poderes sobrenaturales, con la estipulación de que morirán dentro de dos años como parte de un ciclo de noventa años conocido como la recurrencia. 

## Historial de publicaciones
La serie se anunció el 9 de enero de 2014, y el primer número se lanzó en junio de 2014. Hasta marzo de 2019, se han publicado 42 números por separado, cuatro números especiales, un número de Navidad y uno de humor.  Los números, excluyendo los especiales, se han recopilado en siete libros de bolsillo y tres de tapa dura. Antes de la finalización de la serie, se publicó una edición que recogía todos los números, el número de Navidad y el de humor, considerado el octavo volumen. La serie sigue en curso, con una total de 45 números principales y se completa con ocho libros de bolsillo (más uno para los especiales), lo que hace un total de nueve libros de bolsillos. La inspiración original y principal del guionista Kieron Gillen para The Wicked + The Divine fue el diagnóstico de cáncer terminal de su padre. Por esa razón, Gillen considera que la historia es «sobre la vida y la muerte». Otra inspiración de Gillen proviene de la música pop y de varios ídolos del pop; el Panteón está basado en ídolos del pop, y Gillen ha creado una lista de canciones para acompañar al cómic. Los derechos de televisión han sido adquiridos por Universal TV.

## Argumento
La narración se centra en un grupo de personas con poderes sobrehumanos conocido como «El Panteón». Cada miembro del Panteón fue una persona normal antes de ser elegido para fusionarse con el espíritu de una deidad. Se dice que cada ciclo de El Panteón no vivirá más de dos años desde el inicio de la serie, y que cada 90 años el Panteón se reencarna. A este ciclo se le conoce como Recurrencia. También parece que la persona que es la próxima reencarnación de un dios concreto no tiene la oportunidad de negarse a serlo.

## Personajes
Laura Wilson - La narradora y protagonista de la serie. Laura, una adolescente multirracial de 17 años que vive en Brockley, una «fangirl» del Panteón, que a menudo tiene que reprimir sus verdaderas emociones en su presencia y está dispuesta a sacrificar todo para que la asocien con el Panteón.Tras asistir a una actuación de Amaterasu, conoce a varios miembros del Panteón por primera vez y se hace amiga de Lucifer. Mientras que todos los panteones anteriores han estado formados por doce dioses, Laura se revela como el posible decimotercer miembro, Perséfone. Esto fue desacreditado más tarde por la aparición de Perséfone en la Recurrencia de los años 20, lo que significa que puede ser el último dios en encarnarse, tal y como refiere la hermana de Ananke, lo que significa que en los Panteones anteriores, o bien pasó desapercibida para los demás miembros del Panteón o fue asesinada inmediatamente por Minerva o Ananke. Se convierte en el primer miembro del Panteón que ve la trampa de la divinidad, renuncia a ella y ayuda a sus compañeros supervivientes a hacer lo mismo.Fue condenada por matar a Ananke, pero cumplió condena y más tarde se casó con Cassandra.En el año 2055, convoca a sus compañeros para el funeral de Cassandra y da al lector algunos consejos finales.
Familia de Laura - La madre, el padre y la hermana de Laura, Jenny.Al principio no sabían de la vida secreta de Laura como amiga del Panteón, pero finalmente lo descubren cuando ella se ve empujada al centro de atención, y aprenden a apoyar su estilo de vida. Asesinada por Ananke, que inculpa a Baphomet del asesinato.El hecho de que Ananke haya matado a Jenny sin darse cuenta motiva a Laura a matar a Ananke.
Beth - Originalmente es una de las internad de Cassandra, es despedida después de filtrar la ubicación de Cassandra y Laura a Baal y se establece por su cuenta, con resentimiento.Al final se une a Wōden.Toma el nombre de Nike (mitología).Después de ser controlada por Minerva, sigue queriendo la divinidad y es noqueada por Robin y luego arrestada con los demás.
Robin y Toni - el nuevo equipo de cámara de Beth, que opera con la misma capacidad de Beth a Cassandra.Trabajan para Wōden en la fase final de sus planes. Ella como Phobos (mitología) y el como Eros (mitología).Se marchan después de ser liberados del control de Minerva, para ser arrestados al poco tiempo.
Las Valkirias - Un grupo de mujeres altas, hermosas y asiáticas que casi siempre acompañan a Wōden.Kerry es una de sus antiguas valkirias y recibió el nombre de Brunilda mientras estuvo con él, y tras intentar matar a Wōden para obtener su poder, es lisiada por Minerva; se reúnen más tarde,Otra Valkiria, Eir, cuida de Sakhmet.La tercera Valkiria nombrada es Göndul.Controlada por Minerva en el último arco.Liberada por Dionisio se marcha para ser arrestada más tarde.
David Blake - Un experto en el Panteón que no cree que esta generación los merezca, lo que molesta a Laura.Trabaja con Uror para intentar identificar a los atacantes de Luci y tiene un hijo llamado Jon que es uno de los verdaderos dioses. David trabaja con Ananke mientras se hace pasar por Wôden.Como Woden, a menudo le acompañan las Valkirias, un grupo de mujeres que son todas altas, asiáticas y hermosas. Lleva constantemente una máscara para ocultar su aspecto, que se rumorea que es horrible.Es muy racista, misógino y un pervertido.Lo mata una Valkiria bajo el control de Minerva.
Los Padres de Minerva - Los padres de Minerva viven para beneficiarse de la nueva condición de dios de su hija.Los mata Ananke, mientras su ataque a Minerva.Se revela que es una pareja sin parentesco pagada por Ananke y Minerva para hacerse pasar por sus padres.
Familia Campbell - Los padres de Valentine/Baal y sus hermanos menores, Alicia y Bobby.Su padre fue asesinado por la Gran Oscuridad cuando Baal se convierte en dios por primera vez, lo que le convence para sacrificar niños para poder detenerla.El resto de la familia es de nuevo atacada cuando atacan a Minerva.Baal incluye a su madre en la multitud de sacrificios previstos para detener a la Gran Oscuridad de una vez por todas, mientras Minerva vigila a sus hermanos. Tras el fracaso de la actuación y horrorizado al conocer la verdad, Baal deja que la policía los detenga. 
Tom - Un fan de Perséfone, el primero en saber que ella quería ser conocida como La Destructora.Asiste al último concierto de Baal con sus amigos Nathan y Julie, encuentra imágenes de Laura en su teléfono después de que la multitud, de algún modo, sobreviva.

## El Panteón
Cada Recurrencia, 12 dioses y diosas distintas se reencarnan en cuerpos de cualquier género.Lucifer es quién más veces se ha reencarnado, apareciendo cinco veces en los números y seis en total.Minerva ha aparecido cinco veces; Ball, La Morrigan, Dionisio, Inanna, Set y Woden han aparecido tres veces y Amaterasu, Mimir y Las Nornas han aparecido dos veces, y todos los demás dioses y diosas tienen, al menos, una reencarnación conocida. La Recurrencia de 2010 presenta la misteriosa aparición de una decimotercera diosa, Perséfone. Sin embargo, durante la Recurrencia de 1920 se demostró que Perséfone también aparecía, ya que su cabeza había sido retirada antes o durante los acontecimientos de la Recurrencia.Ninguno de los otros dioses parece reconocerla, lo que indica que o fue asesinada inmediatamente por Ananke en el pasado o fue escondida por Ananke de los otros dioses. Desde entonces se ha revelado que Minerva no es un dios propiamente dicho, creada automáticamente poco antes de que comience la siguiente Recurrencia y que trabaja con Ananke todo el tiempo.Por tanto, Perséfone es el duodécimo miembro.
Ananke parece actuar junto al Panteón, sirviendo como su representante ante el público, pero también está fuera de él.A diferencia de los demás, no es una adolescente y ha envejecido, pero sigue siendo capaz de funcionar.Ella actúa casi como una madre, y revela que renunció a su divinidad durante un ciclo anterior de La Recurrencia para proteger a los futuros miembros del Panteón.Aunque se muestra severa con las deidades que resucitan, parece tener una auténtica conexión maternal con ellas, diciendo que las echará de menos antes de matarlas y llorando después de hacerlo.Ella, en colaboración con Minerva, ha estado eliminando las cabezas de los dioses en los ciclos anteriores para evitar la llegada de la Oscuridad, completando un ritual con las cabezas intactas de cuatro dioses. Los dioses a los que les ha extirpado anteriormente la cabeza no recuerdan haberlo hecho en Recurrencias anteriores, ya que a Inanna, la Morrigan y Lucifer del ciclo 2010 se les extirpó la cabeza en cada una de sus anteriores encarnaciones, pero no huyen cuando Ananke ha intentado quitarles la cabeza, como es el caso de Inanna y Lucifer.
Los flashbacks que se muestran de la Recurrencia de 1923 parecen demostrar que cada Minerva utiliza el poder del ritual para matar a la Ananke actual (cada una de ellas ha sido la encarnación anterior de Minerva), y tomar su lugar para el siguiente ciclo; recordando cada Recurrencia anterior en el proceso y tomando el nombre de Ananke para ese ciclo.Otros breves flashbacks de cada Recurrencia a lo largo de la historia muestran una variedad de resultados para una Ananke que despierta una Perséfone. En la mayoría de los casos, Ananke mata y/o toma la cabeza de Perséfone (en dos ocasiones, Minerva lo hace en lugar de Ananke); en otros, Ananke abraza a Perséfone como lo hace con los otros dioses; en algunos casos, Perséfone escapa, en otros Perséfone se defiende hiriendo ocasionalmente a Ananke, dos veces matándola y, al menos una vez, se matan mutuamente.Nunca se ha mostrado a una Minerva muriendo, por lo que el ciclo continuaría a través de ella incluso si algo le sucediera a la actual Ananke antes de que el ritual pudiera completarse.Los flashbacks al 3127 a.C. muestran el intento de Minerva de usarse a sí misma en lugar de la cuarta cabeza; el ritual se volvió en su contra enviándola a noventa años de Oscuridad, hasta que la siguiente Minerva apareció jurando no dejar que eso ocurriera nunca más.La Recurrencia de 2014 con Laura Wilson es la primera vez que un tercero interfiera en el encuentro de Ananke/Minerva y Perséfone.
El el arco final, Minerva revela la verdad.Ananke y su hermana formaron parte del primer grupo de doce talentos menores, similares a los descendidos de Laura.Su hermana descubre que etiquetándose como «dioses» les otorgaba un gran poder, un atajo.Aunque la «divinidad» mata a uno de su grupo después de dos años, Ananke encuentra una forma de engañar a la muerte, creando el papel de Minerva y sacrificando cuatro cabezas de cada generación.Todo esto para evitar la oscuridad de su muerte permanente.Como la Arpía y la Doncella, atrapa a los doce en una historia, dándoles la «divinidad» con el nombre de una deidad específica para los defectos de cada individuo, lo que le permite manipularlos y sacrificarlos; a la vez que les impide descubrir su verdadero poder como humanos normales.Al no haberse sacrificado ninguna cabeza en la Recurrencia de 2010, y al haber muerto tanto Ananke como Minerva, el ciclo queda finalmente libre de su corrupción y no puede ser repetido por nadie más.Laura y sus compañeros supervivientes se comprometieron a trabajar toda la vida, utilizando sus poderes sin ser dioses para mejorar el mundo.Una vez que todos hayan fallecido de forma natural, el futuro será una pizarra en blanco de posibilidades para las próximas generaciones.
Recurrencia de 2014
Amaterasu - Antes Emily Greenaway, que se hacía llamar Hazel Oak Ash Thorn Greenaway y se convirtió en Amaterasu a los 17 años. Aficionada a la cultura sintoísta desde su infancia, suele ser acusada de apropiación cultural.Antes de ser transformada, era fan de los escritos de Cassandra y dibujaba mucho fan art.Era muy amiga de Eleanor antes de que ninguno de ellos se convirtiera en dios.Tiene la habilidad de «pisar» la luz del sol como forma de teletransportarse, y Woden le da una máquina para poder hacerlo sobre la luz de las estrellas.Tiene una visión muy optimista de la visa y trata de ser amable y simpática, afirmando que como dios debe ser una inspiración.También se preocupa mucho por sus compañeros y por los demás, y reza por todos ellos.Asesinada por Sakhmet, que le corta la garganta,El aspecto de Amaterasu parece estar basado en Florence Welch.
Baal - Antes conocido como Valentine Campbell.Baal fue el primer dios que emergió de la Recurrencia de 2014.Estuvo una vez con Inanna, antes de que ésta le engañara con Lucifer, lo que le hizo ser demasiado agresivo, aun no lo ha superado.Se presenta como agresivo, pero se demuestra que tiene un lado más suave.Sus poderes se presentan como de naturaleza eléctrica, utilizándolos para hacer que su coche vaya más rápido y para erigir una jaula de rayos.Al principio dice ser Baal Hadad, pero en realidad es el dios del cielo y del cielo Baal Hammon.Sacrificaba niños cada cuatro meses para desterrar a la Gran Oscuridad que mató a su padre.Devastado cuando se da cuenta de que todo es una mentira, que sólo vive para detener a Minerva.Valentine renuncia a la divinidad sin decir lo que significa para el.Comete un asesinato-suicidio al caer de una cornisa mientras sostiene a Minerva.Aunque Zahid, Cassandra y Laura odian lo que hizo, en la edad adulta lo ven como una figura trágica que intenta proteger a los demás por un bien mayor.Baal está basado visualmente en Kanye West.
Dionisio - Antes Umar.Tiene el poder de producir una euforia similar a la de las drogas, con la función añadida de controlar a las personas afectadas por ellas. Aparece por primera vez como aficionado durante la actuación de The Morrigan, antes de transformarse. Sin embargo, sus poderes tienen consecuencias, ya que puede oír constantemente las voces de la gente en su cabeza y no puede dormir.Declarado en muerte cerebral después de que Woden tomara el control de una multitud de aficionados utilizando los poderes de Dionisio.Como fan, Umar conoce a Cameron y le lleca a uno de los primeros conciertos de The Morrigan.Cameron se convertirá en Nergal como resultado.Resucita a costa de la vida de Nergal.Umar renuncia a su divinidad junto con su creencia de que tiene que salvar a todo el mundo.Se menciona más tarde que está casado.Es quien inspira siempre a Cassandra a ser más amable.Inconscientemente recuerda las últimas palabras de Cameron hacia él, y la imagen de Cassandra muriendo en una habitación de hospital que había visto brevemente tras intentar grabar The Morrigan, pero no puede recordar la fuente de ninguno de los dos recuerdos.
Inanna - Anteriormente Zahid. Conocen a Laura en el Ragnarock original, antes de su transformación, donde se mezclan y pasan casi desapercibidos.Su personalidad cambia cuando se transforman, siendo más extrovertidos y confiados.También eran seguidores de los escritos de Cassandra.Dirigen una residencia que puede durar semanas y que a menudo se convierte en una orgía.En los primeros días de la divinidad, tenían una relación con Baal, que termina cuando Inanna se acuesta con Lucifer.Sus poderes incluyen la Adivinación y «pisada» (teletransporte) por la luz de las estrellas.Asesinados por Ananke, que inculpa a Baphomet.La cabeza se mantiene viva para completar el ritual para desterrar a la oscuridad.Toma el cuerpo de Gentle Annie, después de ser liberado por las Nornas y Laura.Zahid renuncia a la divinidad, que antes creía que era la única forma de destacar.Echa de menos a Valentine para el resto de su vida.Aunque están disgustados por lo que hizo Valentine, razonan que sólo alguien lleno de amor para proteger a los demás podría haberlo hecho.Cassandra menciona lo contenta de haber conocido a Zahid.En el último número, Zahid utiliza los pronombres ellos/ellas.Inanna están basados en Prince.
Lucifer - Antes Eleanor Rigby (una referencia a la canción de los Beatles del mismo nombre), que se convierte en Lucifer a los 18 años.Conoce a Laura después de un concierto de Amaterasu y le ofrece la divinidad a cambio de su ayuda.Disfruta de rebelarse contra la autoridad y desea que la gente se fije en ella, algo que le permitía estar sobre los escenarios.Sus poderes parecen estar basados en el fuego, a menudo mostrándose provocando explosiones y encendiendo cigarrillos.Le mata Ananke.La cabeza se mantiene viva para completar el ritual para desterrar a la oscuridad.Toma el cuerpo de Badb tras ser liberado por Las Nornas y Laura.Al principio, Eleanor se niega a renunciar a la divinidad.Laura le hace ver que su sueño de estar sobre los escenarios no vale la pena y vuelve a ser Eleanor.Décadas después, ella y Laura intentan tener una relación pero no funciona.Nunca fue amiga de Cassandra, pero se ganan un respeto mutuo.Eleanor sigue siendo sarcástica pero se lleva bien con el resto de sus compañeros más adelante. Luci se inspira visualmente en David Bowie.
Minerva - El miembro más joven del Panteón con 12 años, la mantienen alejada de las discusiones importantes por los demás a pesar de su deseo de participar.Se dice que la razón por la que Minerva es tan joven es que, como diosa virgen, sus anfitriones solo pueden ser vírgenes ellos también.Esto parece estar respaldado por el hecho de que su anterior encarnación en los años 20 también era una chica joven.Secretamente no es uno de los dioses y forma parte de la inmortalidad de Ananke.Sus supuestos padres parecen controlar todos sus movimientos, viviendo con ella en el Valhalla; aunque no son más que personas sin parentesco pagadas por Ananke y Minerva en una treta.Tiene un búho mecánico como mascota al que llama Owly.Se sabe que ella tiene todos los conocimientos de Ananke y lleva adelante sus plantes.Las revelaciones mostradas en 1923 sugieren que cada Minerva mata a cada Ananke al final de cada ciclo, considerándose una sola; aunque las dos pueden estar en desacuerdo entre si.Se dice que tienen mentes separadas hasta que  Ananke es asesinada, ganando todo Minerva.Esto indica que Minerva lleva el rol de la Dama y Ananke el rol de la Arpía.Utiliza la tecnología como las Valkirias cuando necesita hacerse pasar por un dios de la interpretación, y ya no puede cantar.Revela la verdad a los miembros supervivientes cuando sus planes se ven frustrados.Asesinada por Valentine, que cae deliberadamente desde una gran altura con ella, matándolas a ambas.El look de Minerva se basa en los trajes de estilo militar que suelen llevar las estrellas del pop como The Beatles, Queen, My Chemical Romance, The Libertines, Manic Street Preachers y Cheryl.
Mimir - Antes Jon Blake.Convertido en dios en contra de su voluntad y encarcelado por Ananke y su padre David.David pretende ser el dios Woden mientras secretamente fuerza a su hijo a construir para Ananke y por sus propios planes.Liberado por las Nornas y Laura, tomando el cuerpo de The Morrigans.Woden muere a manos de las Valkirias, bajo la influencia de Minerva.Jon renuncia a la divinidad, la unica forma en la que podría dar sentido a lo que su padre le hizo.Nunca dejó de trabajar y construyó muchas tecnologías avanzadas para el mundo.Puede estar en una relacion con Aruna.Uno de los amigos intimos de Cassandra más tarde.Visualmente basado en Daft Punk.
The Morrigan -  Antes Marian.Por amor a su antiguo novio, pide a Anenke que le convierta en Baphomet.Aparece en tres encarnaciones, que hasta ahora han sido nombradas «Badb», «Gentle Annie» (posiblemente Anand), y simplemente «Morrigan» (The Morrigan).Su personalidad depende de la encarnacion en la que se encuentre: «Gentle Annie» es más amable, mientras Badb es excesivamente agresiva. Sus poderes incluyen la invocacion de cuercos como arma y, como Gentle Annie, puede curar.Si una persona intenta captar a The Morrigan en camara, vera una vision de un ser querido muriendo.Gentle Annie sacrifica su vida para traer de vuelta a Nergal despues de que Badb lo mate.Que dos de los doce estén tan unidos como lo estaban Marian y Cameron antes de descubrir sus habilidades es raro, pero Ananke/Minerva lo utiliza a su favor.Visualmente, The Morrigan se basa en PJ Harvey, Kate Bush, Patti Smith, Siouxsie Sioux y KatieJane Garside.
Nergal - Antes CameronTras la muerte de sus padres, se aleja de Marian y la engaña, pero ella le perdona y le pide que se transforme.El personaje se llama Baphomet (Baph), pero en el número 20, se conoce a Perséfone (y a Urðr) que en realidad es la encarnación del dios Nergal.Es muy sarcástico y cínico como intento de ocultar sus inmensas inseguridades, sobre todo su miedo a la muerte.Puede convocar a los espíritus de los muertos.Asesinado por Badb pero resucitado por Gentle Annie a costa de la triple vida de Marian.Se da cuenta de que Marian pretendía que murieran constantemente para que cada uno resucitara al otro, pero Laura le convence para que se libere del abuso y en su lugar utilice los tres cuerpos como nuevos anfitriones para las cabezas de los otros dioses.Antes de enfrentarse a Minerva, tiene una muerte cerebral para traer de vuelta a Dionisio.Se dice que esta muerto en el futuro 2055.Está basado en Nick Cave y Andrew Eldritch.
Perséfone - Aparece al final del undécimo numero, cuando Ananke parece transformar a Laura Wilson en este miembro del Panteón hasta entonces desconocido.Entre sus poderes se encuentra el de invocar vides que brotan del suelo y también es capaz de mostrar a los demás acontecimientos pasados. Anteriormente embarazada del hijo de Baal Haamon o de Nergal.Se da cuenta de que no es un dios y vuelve a ser humana; aunque todavía puede invocar el fuego de algún modo y tiene poderes de actuación limitados.La primera en descender y renunciar a la divinidad, Laura ayuda al resto a ver la verdad.Detenida y juzgada por el asesinato de Ananke.Liberada y casada con Cassandra.Se reúne con todos para el funeral y se despide del lector diciéndole que el futuro es suyo: una pizarra en blanco de posibilidad. 
Sakhmet - Antes Ruth Clarkson.Admiraba la cultura egipcia desde muy pequeñaAntes de que Ananke la encontrara, se insinúa que era indigente, alcohólica y que su padre abusó de ella.Cuando está sobria, se vuelve asesina y caníbal, y solo se calma con el alcohol.Su comportamiento es muy felino y es una de las mejores luchadoras del Panteón.Asesinada por Minerva después de que ésta obtuviera el conocimiento de Ananke. Sakhmet se basa visualmente en Rihanna, así como en el gato de Gillen. 
Tara - Antes Aruna.Desde muy joven, sufrió los abusos y la sexualización de todo su entorno.No sabe de qué diosa «Tara» concreta se supone que es una encarnación (hay tres opciones: la Tara Budista, la Tara hindú y la Tara polinesia) y se ve acosada por los abusos y las burlas del público por negarse a realizar milagros durante sus actuaciones, en lugar de interpretar la música que escribió antes de su transformación.Recibe constantes amenazas de violación y muerte, le ruega a Ananke que acabe con su vida y su tormento.Es muy displicente y se aleja de los otros dioses.La cabeza se mantiene viva para completar el ritual para desterrar a la oscuridad.Se ofrece voluntaria para no tomar un cuerpo después de ser liberada por las Nornas y Laura; para escapar de la objetivación a la que se enfrenta antes.Incluso como cabeza, tenía el milagro de convertirse en una giganta en la batalla,Aruna renuncia a su divinidad, aunque odiaba ser especial, en el fondo creía que lo era. Aun es una cabeza viviente.En el futuro tiene un cuerpo mecánico construido por Jon con el que puede tener una relación. Cassandra menciona que Aruna nunca ha cometido un crimen y que dejó su campaña de indulgencia para el resto de los sobrevivientes.Dominó el uso de los milagros y su propia voz como uno que utiliza para cerrar un funeral.Tara está inspirada por Lady Gaga y Taylor Swift, así como por la ciencia ficción de lo 1950. 
Urðr - Antes de su transformación, Urðr era Cassandra Igarashi, una mujer trans, reportera y escéptica de los orígenes sobrenaturales del Panteón.Como Urðr, se revela que es el duodécimo miembro del Panteón, y aparece junto a sus dos hermanas Verðandi y Skuld, antes sus compañeras de cámara Meredith y Zoe. Juntas, forman las Nornas.A Urðr no le afecta ninguna de las músicas de los otros dioses,  salvo la de Perséfone; hasta que ella y Dionisio encontraron la forma de que escuchara y sintiera la suya.Cassandra envía lejos a las otras dos Nornas para protegerlas.Cassandra renuncia a la divinidad; aunque siempre pensó que los milagros del Panteón eran mentiras, quiso demostrarlo con milagros y no vio la contradicción hasta que se descubre la verdadera naturaleza de los doce.Los miembros supervivientes aceptan su plan y son arrestados.Muere a los sesenta y cinco años, en el año 2055, como la esposa de Laura.Los supervivientes del Panteón se reúnen en su funeral mientras un holograma de Cassandra explica lo que cada uno de ellos significaba para ella.Aunque Meredith y Zoe nunca estuvieron seguras de formar parte del grupo, Laura les agradece lo que significaron para Cassandra.Cassandra dice que la dejaron sin palabras todos los días que estuvo con ellos.

## Acogida
The Wicked + The Divine ha recibido críticas generalmente positivas. El sitio web de crítica Comic Book Roundup informa de que la seria tiene una puntuación media de 8,6 sobre 10.

## Premios
The Wicked + The Divine fue el ganador del Mejor Cómic en los Premios del Cómic Británico del 2014La serie también ha sido nominada a los premios Eisner 2015 en tres categorías: Mejor Serie Nueva, Mejor Artista de Portada y Mejor Coloreado. En 2018, fue nominada a los Premios Eisner en la categoría de Mejor Serie Continua.

## Ediciones de Recopilación
La serie completa se ha recopilado en nueve volúmenes en edición de bolsillo (TPB), y también en cuatro ediciones Deluxe de tapa dura (HC):